# Hospitaal van Valdor

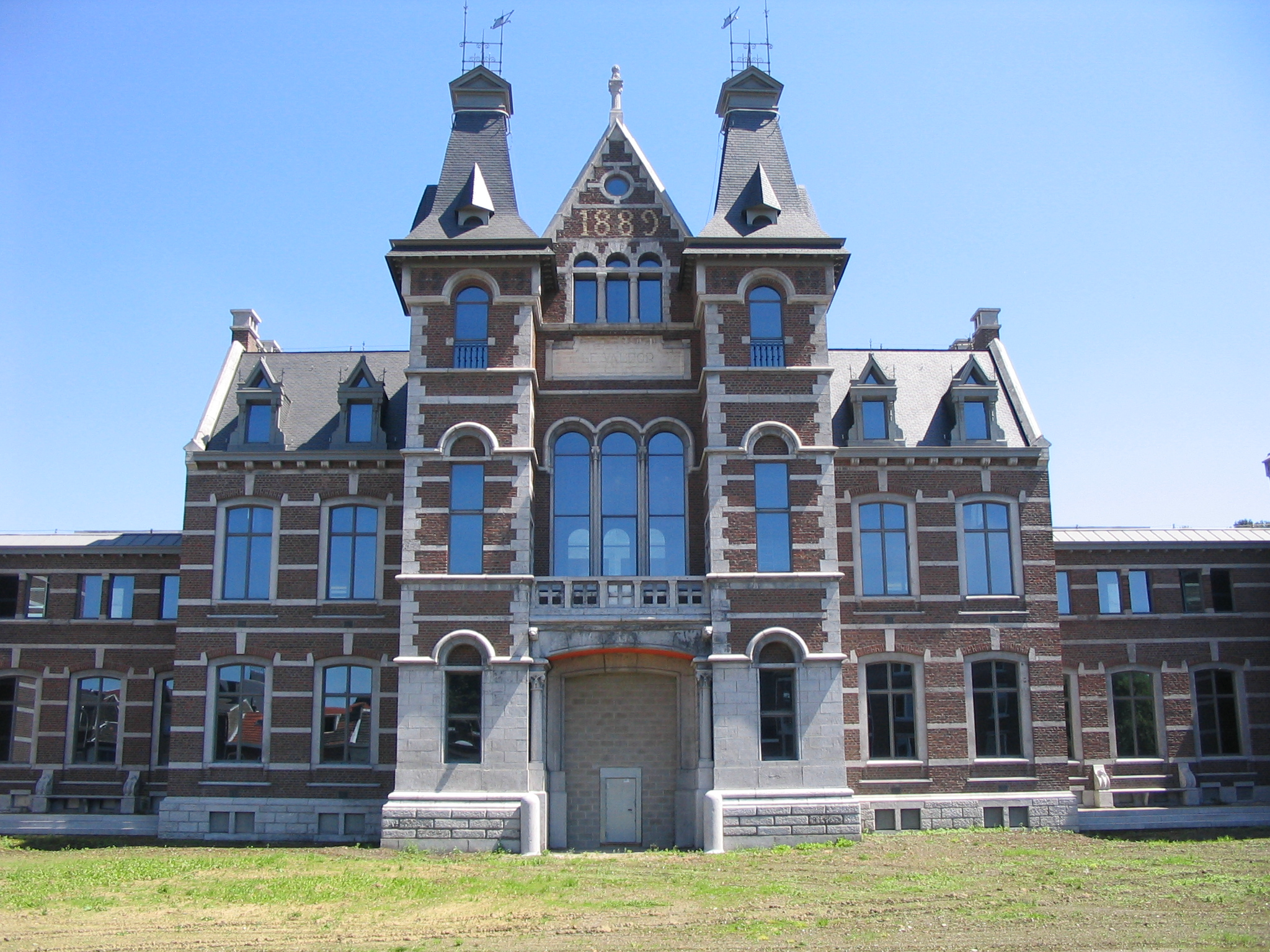
Gerestaureerde voorgevel

Het Hospitaal van Valdor (Hôpital du Valdor) is een ziekenhuis in de Luikse wijk Amercœur.

## Geschiedenis
In de 17e eeuw werden vele arme zieken geweigerd in de Luikse hospitaals. Pierre-Paul de Valdor, die als kanunnik verbonden was aan de Sint-Denijskerk, bekommerde zich om deze mensen en richtte een broederschap op die geïnspireerd was door Carolus Borromeus en die in 1689 goedgekeurd werd door prins-bisschop Johan X Lodewijk van Elderen. De congregatie der Zusters van Sint-Carolus Borromeus werd opgericht en nadat via een Tableau de la misère des pauvres malades incurables (pamflet aangaande de ellende van de arme ongeneeslijk zieken) de bevolking bewust gemaakt werd van deze problemen, werd een gasthuis, het Tehuis voor ongeneeslijken en berouwvolle zondaressen aan de Rue du Vertbois voor deze mensen opgericht. In 1701 kreeg de broederschap de beschikking over grond en geld, nagelaten door Jean-Ernest Surlet de Chokier.
Het aanvankelijke gasthuis bleek na enige tijd niet meer toereikend. Op de huidige locatie, 3 ha groot, werd in 1891 een nieuw ziekenhuis gebouwd. Tijdens de bombardementen in augustus 1914 liep dit ziekenhuis schade op. De Duitse bezetter vorderde het Hospitaal van Bavière in Outremeuse, zodat de diensten die daar waren gehuisvest ook naar Valdor kwamen.
In 1954 werd het gasthuis verdeeld in een bejaardentehuis en een hospitaal voor chronisch zieken. In 1967 werd een nieuw gebouw in gebruik genomen op hetzelfde terrein, en in 1990 werden de oude gebouwen verlaten. Deze werden in 2005 gesloopt, maar de voorgevel werd gerestaureerd, en daarachter verrezen nieuwe appartementen voor zieke ouderen.